# Eaglehawk Neck
L'Eaglehawk Neck est un isthme australien reliant les presqu'îles Forestier et Tasman en Tasmanie, une île de l'océan Pacifique.

## Géographie

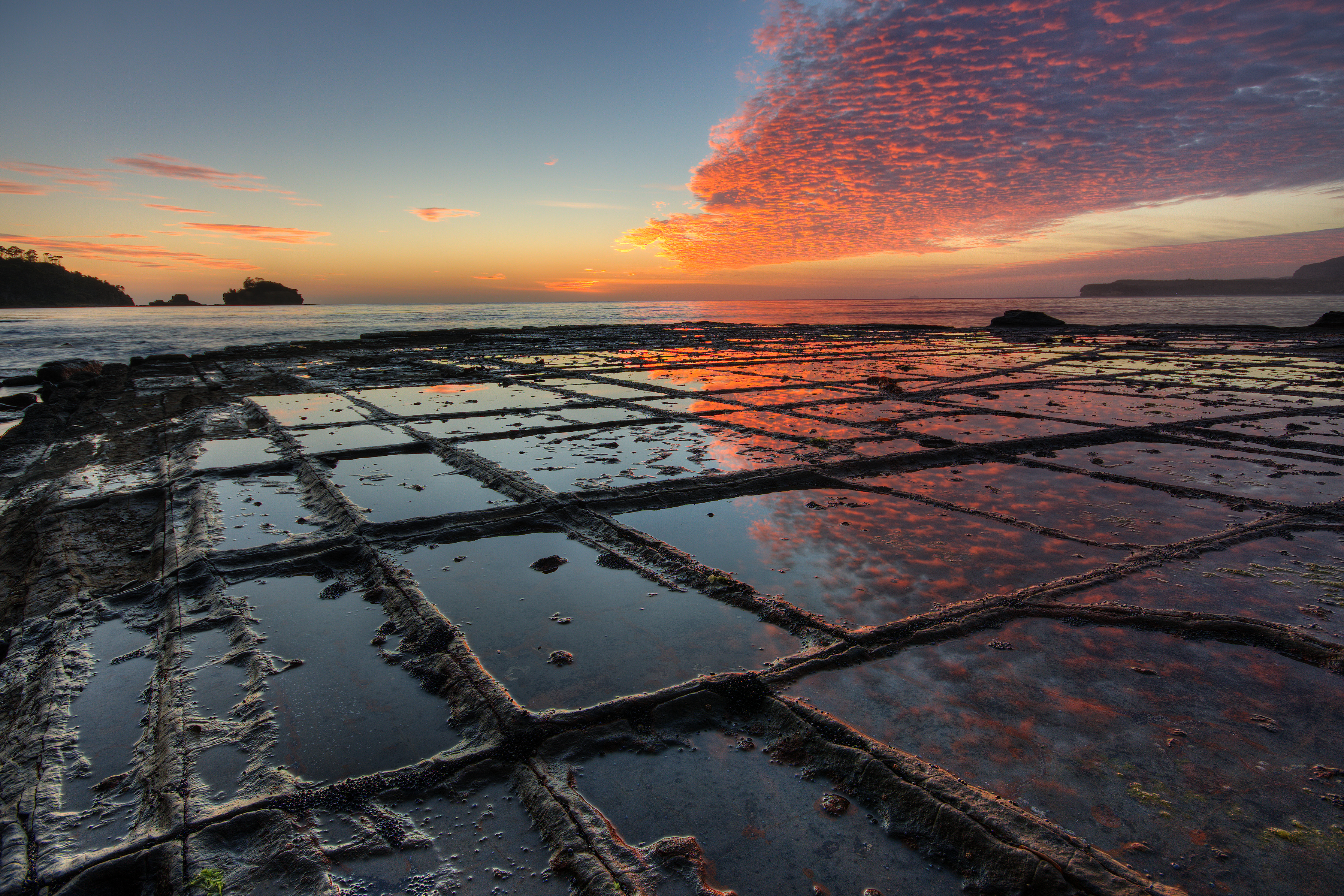
Tessellated Pavement.

La formation rocheuse en pavement en mosaïque de Tessellated Pavement située juste au nord de l'isthme a l'apparence d'une construction humaine mais est en fait due aux forces de l'érosion naturelle.

## Histoire
Il fut découvert par Pierre Faure durant l'expédition vers les Terres australes emmenée par le Français Nicolas Baudin.